# 240-Robert
240-Robert è una serie televisiva statunitense in 16 episodi trasmessi per la prima volta nel corso di due stagioni dal 1979 al 1981.
È una serie d'avventura incentrata sulle vicende della 240-Robert, un'unità specializzata del Los Angeles County Sheriff's Department (LASD), che utilizza veicoli a quattro ruote motrici e un elicottero. La maggior parte degli incarichi sono operazioni di ricerca e salvataggio nell'estesa (oltre 4.000 miglia quadrate) giurisdizione. Creatore dello show è Rick Rosner (un ex sceriffo riservista del LASD), che aveva già creato la serie di successo CHiPs due anni prima per la NBC.

## Personaggi e interpreti
- Vice sceriffo Theodore Roosevelt 'Trap' Applegate III (16 episodi, 1979-1981), interpretato da John Bennett Perry.
- Vice sceriffo Dwayne 'Thib' Thibideaux (13 episodi, 1979-1980), interpretato da Mark Harmon.
- Vice sceriffo Morgan Wainwright (13 episodi, 1979-1980), interpretato da Joanna Cassidy.
- Big Bird (13 episodi, 1979), interpretato da Brian Frishman.
- Vice sceriffo Brett Cueva (3 episodi, 1981), interpretato da Stephen W. Burns.
- Vice sceriffo Sandy Harper (3 episodi, 1981), interpretato da Pamela Hensley.
- Vice sceriffo Price (3 episodi, 1979-1981), interpretato da Jeffrey Bannister.
- Sissie (2 episodi, 1979), interpretata da Merie Earle.
- Tenente Vetter (2 episodi, 1979), interpretato da Jay Varela.
- Kestenbaum (1 episodio, 1979-1981), interpretato da Steve Tannen.
- Terry (1 episodio, 1979-1980), interpretato da Thomas Babson.
- Vice sceriffo Roverino (1 episodio, 1979-1980), interpretato da Joe Nicassio.
- Vice sceriffo C.B. (1 episodio, 1979-1980), interpretato da Lew Saunders.

## Produzione
La serie, ideata da Rick Rosner, fu prodotta da Filmways Television e Rosner Television e girata a Cabrillo Beach in California. Le musiche furono composte da Pete Carpenter e Ken Heller e Mike Post e J.A.C. Redford.
Harmon e Cassidy lasciarono la serie quando i loro contratti scaddero dopo la prima stagione. Burns e Hensley furono deputati a sostituirli, ma la seconda stagione durò solo tre episodi prima che la ABC si decidesse ad annullare la serie.

### Registi
Tra i registi della serie sono accreditati:
- Phil Bondelli in 4 episodi (1979)
- Christian I. Nyby II in 4 episodi (1979)
- Sigmund Neufeld Jr. in 3 episodi (1979)
- John Florea in 2 episodi (1979)
- Bruce Kessler in 2 episodi (1979)
- Sutton Roley in 2 episodi (1979)
- Ric Rondell in 2 episodi (1979)
- Richard Benedict

## Distribuzione
La serie fu trasmessa negli Stati Uniti dal 28 agosto 1979 al 21 marzo 1981 sulla rete televisiva ABC. In Italia è stata trasmessa con il titolo 240-Robert.
Alcune delle uscite internazionali sono state:
- negli Stati Uniti il 28 agosto 1979 (240-Robert)
- in Spagna (240-Robert)
- in Finlandia (Pelastusryhmä 240-Robert)
- in Italia (240-Robert)

## Episodi
| Stagione         | Episodi | Prima TV USA |
| ---------------- | ------- | ------------ |
| Prima stagione   | 13      | 1979-1980    |
| Seconda stagione | 3       | 1980-1981    |